# 薩勒克山
薩勒克山（Sarektjåkkå）是瑞典的一座山峰，是瑞典第二高山，也是拉普蘭地區最高的山峰，最高處的海拔高度是2,089米。薩勒克山位於薩勒克國家公園東部。

## 外部連結
- "Sarektjåhkkå, Sweden" on Peakbagger （页面存档备份，存于）